# Pinus densiflora
Pinus densiflora (сосна густоквітна) — вид сосни роду сосна родини соснових.
У Японії вона відома як Акамацу (яп. 赤松, досл. «червона сосна»). Широко культивується в Японії, як для виробництва деревини і як декоративне дерево, і відіграє важливу роль у класичному японському саду. Численні сорти були відібрані, в тому числі «строката напівкарликова» "Oculus Draconis, підвісні, часто спотворені «Pendula» і мульти-транкінгового «Umbraculifera» (японський 多 形 松, Tagyoushou, іноді вимовляється як «Tanyosho»).

## Опис

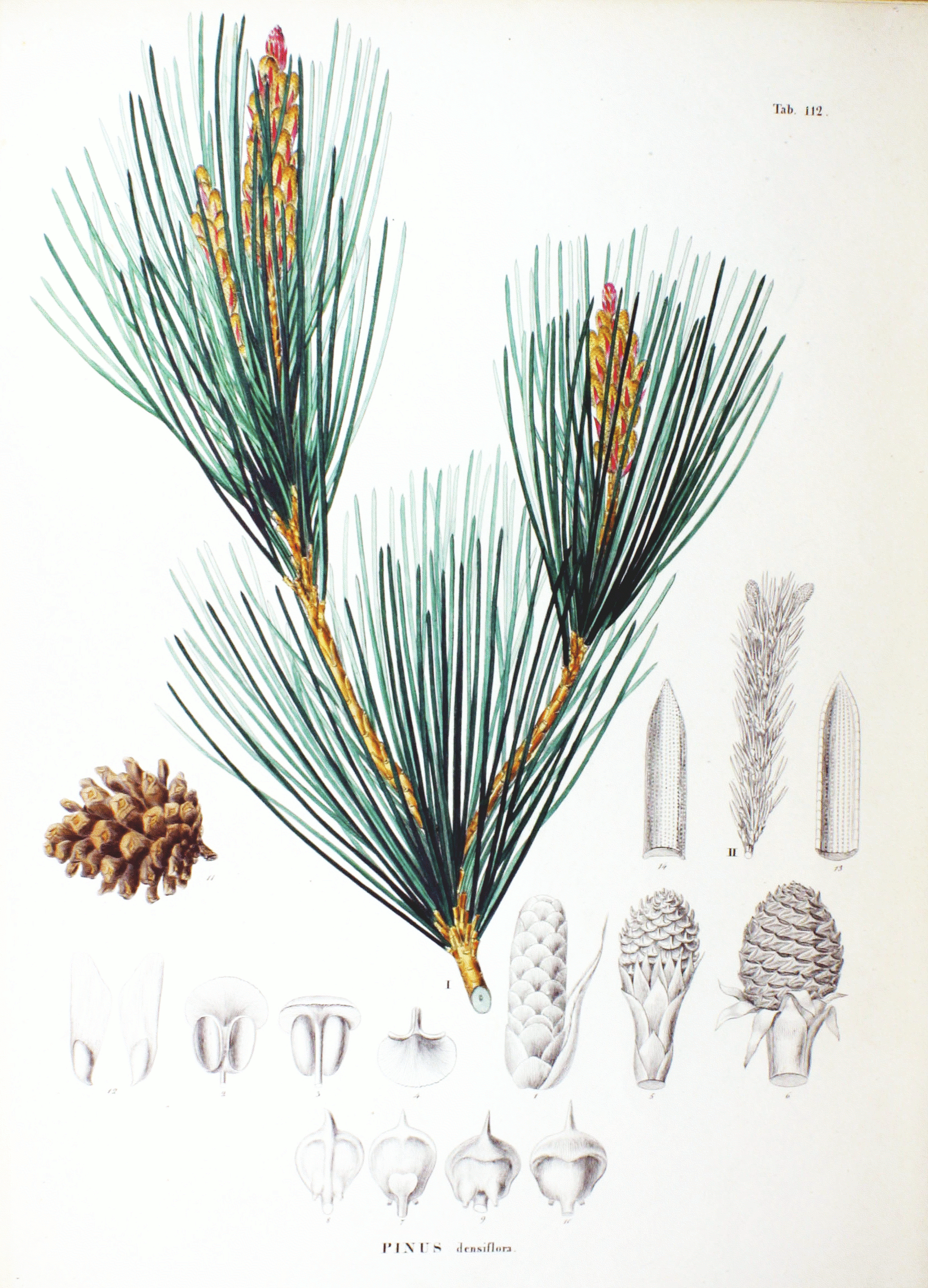
Сосна густоквітна. Ботанічна ілюстрація з книги Зібольда та Цуккаріні. Flora Japonica, Sectio Prima, 1870

Ця сосна стала популярним декоративним деревом і має кілька сортів, але взимку вона стає жовтуватою. Висота цього дерева становить 20–35 метрів. Діаметр стовбура 70–80 см.
Листя голчасті, 8–12 см завдовжки, зібрані в пучку парами. Шишки 4–7 см завдовжки.

## Поширення
Країни поширення:
Китай (Хейлунцзян, Цзілінь, Ляонін, Шаньдун), Японія, Корея, Корейська Народно-Демократична Республіка, Республіка Корея, російська Федерація.